# Capri Cavanni
Capri Cavanni, de son vrai nom Angela Terrano, née le 14 mars 1982 à Vancouver, est une actrice de films pornographiques canadienne.

## Biographie
Capri Cavanni est canadienne d'origine italienne.
Capri Cavanni est la Penthouse Pet de septembre 2013. Elle se produit également sous le nom de Capri Cavalli.

## Filmographie sélective
- 2008 : Big Tits at School 4
- 2009 : Too Hot For Clothes
- 2010 : Wet 2
- 2011 : Woman's Touch 3
- 2012 : Molly's Life 13
- 2013 : Lick My Wet Pussy
- 2013 : Yoga Girls
- 2014 : Licking Pink
- 2015 : Babes Seeking Babes
- 2015 : I Like Girls
- 2016 : Power Of The Pussy
- 2017 : Pussy Cravings
- 2018 : Horny and All Alone 2

## Distinctions
Nominations
- 2012 : AVN Award - Unsung Starlet of the Year[1] - nommée
- 2013 : Sex Award - Porn’s Best Body - nommée
- 2014 : AVN Award - Best Girl/Girl Sex Scene - nommée
- 2014 : AVN Award - Best Solo Sex Scene - nommée